# Абдулазиз ел Муамер
Абдулазиз ел Муамер (1903–1987) је био технократа из Саудијске Арабије који је био један од саветника краља Сауда од Саудијске Арабије и амбасадор Саудијске Арабије у Швајцарској. Осим тога, он је једна од водећих личности прве генерације саудијских интелектуалаца.

## Биографија
Муамер је рођен у Ираку 1903. године и потиче из породице Хиџази. Његов отац, Ибрахим, служио је као саветник краља Абдулазиза ибн Сауда Муамер је радио као преводилац на краљевском двору, где је остао девет година, пратећи Ибн Сауда на његовим путовањима. Након оснивања Саудијске Арабије 1932. године, био је један од повереника краља Сауда. Ел Муамер је завршио средње образовање у Каиру и дипломирао економију коју је стекао на Америчком универзитету у Бејруту 1948.

## Каријера
Муамер је започео своју каријеру као преводилац на краљевском двору краља Ибн Сауда 1948. године. У рафинерији нафте Сауд Арамко је избио штрајк радника 1953. године, а краљ Сауд је затражио од ел Муамера да предводи комитет за разматрање захтева радника Арамка и да разраде предлоге за побољшање услова рада. Да би извршио своју мисију отишао је у источну провинцију где је Арамко био смештен.

## Хапшење и смрт
Убрзо по повратку у Саудијску Арабију Муамер је затворен у Хуфуфу и пуштен тек након убиства краља Фајсала када је нови владар, краљ Халид од Саудијске Арабије, издао општу амнестију 1975. године. Након свог 12-годишњег затвора Муамер је пуштен на слободу. Када је ослепео, краљ Халид га је послао у Шпанију на лечење. Ел Муамер је умро у Дамаму 1987. године.